# Kampung Melayu (Jatinegara)
Kampung Melayu is een plaats (wijk - kelurahan) in het bestuurlijke gebied Jatinegara (oude naam: Meester Cornelis), Jakarta Timur (Oost-Jakarta) in de provincie Jakarta, Indonesië. De plaats telt 23.260 inwoners (volkstelling 2010).
Kampung Melayu valt onder Jatinegara (oude naam: Meester Cornelis), een dichtbevolkt onderdistrict in Oost-Jakarta.